# Paratelmatoscopus longistylis
Paratelmatoscopus longistylis är en tvåvingeart som beskrevs av Duckhouse 1966. Paratelmatoscopus longistylis ingår i släktet Paratelmatoscopus och familjen fjärilsmyggor. Inga underarter finns listade i Catalogue of Life.